# Han (Vero)
Koordinaten: 8° 28′ 9″ S, 127° 12′ 54″ O
Han (deutsch essen) ist eine Quelle des osttimoresischen Flusses Vero. Sie befindet sich im Suco Muapitine in der Gemeinde Lautém. Bis 2015 gehörte das Gebiet zum Suco Tutuala. Die Quelle führt das ganze Jahr durchgängig Wasser. Sie bildet ein Becken mit Kies und Geröll. In der Quelle finden sich die Fischarten Sicyopterus hageni, Sicyopterus micrurus und Stiphodon semoni.